# Хрусцин (Верушовський повіт)
Хрусцин (пол. Chróścin) — село в Польщі, у гміні Болеславець Верушовського повіту Лодзинського воєводства.
Населення — 589 осіб (2011).

## Демографія
Демографічна структура станом на 31 березня 2011 року:
|          | Загалом | Допрацездатний вік | Працездатний вік | Постпрацездатний вік |
| -------- | ------- | ------------------ | ---------------- | -------------------- |
| Чоловіки | 349     | 56                 | 237              | 56                   |
| Жінки    | 240     | 38                 | 141              | 61                   |
| Разом    | 589     | 94                 | 378              | 117                  |